# Purpendicular
Purpendicular — п'ятнадцятий студійний альбом британського рок-гурту Deep Purple, що вийшов у 1996 році.
Це перша платівка Deep Purple, записана за участю гітариста Стіва Морса, який змінив Ричі Блекмора. Написаний та спродюсований всіма музикантами гурту разом, Purpendicular має різноманітніше та експериментальніше звучання, ніж попередні платівки Deep Purple, та містить елементи фолкмузики, постпанку та блюзу.
Альбом вийшов на початку 1996 року і попри непогане сприйняття критиками та публікою посів рекордно низькі місця в хіт-парадах Великої Британії та США. На підтримку Purpendicular вийшли сингли «Sometimes I Feel Like Screaming», «Don't Hold Your Breath» та «Hey Cisco», а також відбулося масштабне світове турне, що тривало понад рік.
Puprendicular не став визначним альбомом Deep Purple, поступаючись за популярністю їхнім платівкам початку 1970-х років, але дозволив відродити колектив після втрати провідного гітариста, та визначив напрямок музичного руху колективу на наступні роки. 

## Історія створення

### Передумови. Другий відхід Ричі Блекмора

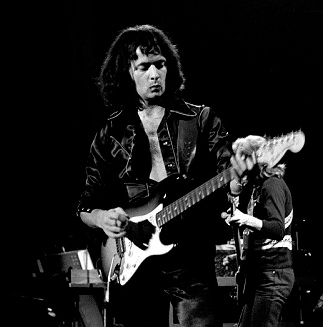
Ричі Блекмор. 1977 рік

В 1993 році британський рок-гурт Deep Purple вдруге залишив один з його засновників, гітарист Ричі Блекмор. Перша «ера Блекмора» тривала з моменту заснування колективу у 1968 році, аж до 1975 року, коли Блекмор пішов з колективу та разом з Ронні Джеймсом Діо та колишніми музикантами Elf створив власний гурт Rainbow. 1984 року Блекмор повернувся до Deep Purple, та протягом наступних років записав з гуртом ще чотири альбоми. Відносини між Блекмором та іншими музикантами, особливо з вокалістом Ієном Ґілланом, поступово зіпсувалися. За словами Блекмора, його музичні смаки суттєво відрізнялися від інших учасників гурту: «Наша музика була дещо монофонічною; в ній бракувало мелодій, а якщо я не чую мелодію, то в мене немає натхнення». 
Під час ювілейного концертного турне на честь 25-річчя Deep Purple стосунки всередині колективу остаточно зіпсувалися. В листопаді 1993 року Гіллан та Блекмор посварилися просто під час концерту в Бірмінгемі: гітарист не вийшов на сцену на початку пісні «Highway Star», доєднався лише під час соло, а потім жбурнув склянкою з водою у вокаліста. Deep Purple спромоглися відіграти ще чотири концерти, після чого Блекмор остаточно залишив гурт.

### Пошук нового гітариста. Джо Сатріані та Стів Морс
Для концертів в Японії, запланованих на грудень 1993 року, Блекмору почали терміново шукати заміну. Врятував ситуацію гітарист-віртуоз Джо Сатріані, погодившись не тільки відіграти концерти в Азії, але й виступити з гуртом в Європі влітку 1994 року. Концерти пройшли чудово та дозволили пересвідчитися, що публіка буде схвально зустрічати Deep Purple навіть з іншим гітаристом. Попри успішні виступи, Сатріані не збирався залишатися в колективі, бо вважав, що його завжди порівнюватимуть із Блекмором, віддавши перевагу продовженню сольної кар'єри. В Deep Purple так само розглядали його виключно як тимчасову підміну, враховуючи чинний контракт Сатріані з Epic Records.
Після закінчення турне з Сатріані музиканти почали шукати гітариста на постійній основі. Менеджер Deep Purple запропонував членам гурту вказати декілька кандидатур музикантів, з якими вони хотіли б співпрацювати, і лише одне ім'я потрапило до всіх чотирьох списків — гітарист Kansas та Dixie Dregs Стів Морс. Морс погодився доєднатися до гурту на час невеликого «випробувального» турне по Мексиці. Коли на пресс-конференції у музиканта запитали, чи комфортно йому «у взутті Блекмора», той відповів: «Наскільки мені відомо, Ричі забрав взуття з собою, коли залишив гурт». Гітарист швидко знайшов спільну мову з рештою членів Deep Purple, і під час концертів вони вже почали генерувати нові музичні ідеї. Попри вороже ставлення деяких шанувальників до новачка, за словами Ієна Ґіллана, відхід Блекмора був неминучим і врятував гурт: «Ми грали на все менших майданчиках, і вони навіть не були заповнені. Тож якби ми продовжували так і Річі не пішов, то нам настав би кінець». З приходом нового гітариста сформувався склад Deep Purple, відомий серед фанатів під кодовою назвою «Mark VII»: Стів Морс (гітара), Ієн Пейс (барабани), Роджер Гловер (бас-гітара), Ієн Ґіллан (вокал) та Джон Лорд (клавішні).

### Запис альбому зі Стівом Морсом
- Ієн Ґіллан — вокал, губна гармоніка,
- Стів Морс — електрогітара,
- Роджер Ґловер — бас-гітара,
- Джон Лорд — клавішні,
- Ієн Пейс — ударні,

- автор обкладинки та концепції — Пітер Берд,
- звукорежисери — Даррен Шнайдер, Кіт Ендрюс,
- менеджмент — Брюс Пейн,
- майстеринг — Ґреґ Калбі,
- помічники звукорежисера — Джо Сміт, Роджер Ґловер,
- звукоінженер — Адам Барбер,

- автори пісень та продюсери — Ієн Ґіллан, Ієн Пейс, Джон Лорд, Роджер Ґловер, Стів Морс.

В лютому 1995 року Deep Purple вирушили до студії Greg Rike Productions у Флориді, США. Вони працювали тут декілька разів раніше і вважали, що Флорида добре підходила для довготривалих сесій. Приміщення студії знаходилося в годині їзди від помешкання Стіва Морса, а решті музикантів довелося залишити домівки в Великій Британії та орендувати житло поруч. Це дозволило повністю зосередитися на написанні та записі пісень, бо музиканти приходили в студію кожного дня як на роботу, працюючи за розкладом з ранку до вечора. 
Перші п'ять-шість тижнів музиканти джемували, збирали ідеї та писали нові пісні. Це дозволило їм повернути впевненість у власних силах, бо до цього, на думку Ієна Ґіллана, вони перетворилися на колектив, що акомпанував Річі Блекмору. Раніше в Deep Purple для кожної пісні обов'язково вказували, хто саме її написав, але цього разу авторами всіх пісень були вказані всі учасники гурту без виключення. Це дозволило музикантам вільно висловлювати свої думки, пропонувати власні ідеї, не переймаючись через критику. За словами Роджера Ґловера, подібне позитивне ставлення «додало палива до гурту, і він дійсно ожив». На початку березня Deep Purple відіграли два секретні шоу у Флориді, щоб «випробувати» новий матеріал. В середині березня відбулися два концерти у Південній Кореї, потім — близько десяти шоу у Південно-Африканській Республіці, а в першій половині травня пройшли два завершальних концерти в Індії. Окрім класичних композицій гурту, Deep Purple додавали до сет-листів дві нові пісні: «Ken the Mechanic», згодом перейменовану на «Vavoom: Ted the Mechanic», та «Purpendicular Waltz».
Повернувшись до студії, гурт почав записувати пісні. Зазвичай в студії спочатку свою партію виконує барабанщик, а потім під цей «базовий трек» по черзі грають інші музиканти. Цього разу від поетапного процесу, який Ієн Ґіллан називав «холоднокровним, професійним та нещадним», вирішили відмовитися. Музиканти грали та записувалися всі разом, зберігаючи емоційність та відчуття «живого виступу». Стів Морс підкреслював: «Ця платівка посміхається тобі. Ритм-секція знаходиться „в кишені“, все дуже легко і з грувом. Ви відчуваєте, що люди грають разом». Запис інструментів тривав дуже швидко, бо музиканти вже грали частину пісень під час концертів, до того ж записувалися «наживо». Як згадував Морс, вони чудово порозумілися з Джоном Лордом, доповнювали один одного без зайвих слів, і гітарист навіть запропонував клавішнику використати педаль дисторшна, додавши у ланцюг між органом Гаммонда та колонкою Леслі. Демо-версія пісні «Rosa's Cantina» вийшла настільки вдалою, що її вирішили залишити без змін. Швидкому закінченню роботи над альбомом заважала лише велика кількість пісень: по-перше, Ґіллану треба було написати тексти до всіх з них, а по-друге, не всі композиції поміщалися на платівку, тому деякий час тривали суперечки, що саме варто залишити.
У вересні 1994 року роботу над альбомом було завершено. Всього музиканти створили близько шістнадцяти пісень, але до платівки потрапило лише дванадцять з них (ще одна вийшла бонус-треком для американського та японського видання). Порядок композицій мав важливе значення для лідера гурту Роджера Ґловера, бо він хотів уникнути сусідства пісень, написаних в одній тональності, надихаючись записами The Beatles. Через це в кінці роботи музиканти написали назви пісень та тональності на клаптиках паперу, поклали їх на гладку кришку фортепіано, та переміщували до тих пір, поки не обрали ідеальну послідовність.

## Зміст альбому
| #   | Назва                             | Тривалість |
| --- | --------------------------------- | ---------- |
| 1.  | «Vavoom: Ted The Mechanic»        | 4:16       |
| 2.  | «Loosen My Strings»               | 5:57       |
| 3.  | «Soon Forgotten»                  | 4:47       |
| 4.  | «Sometimes I Feel Like Screaming» | 7:29       |
| 5.  | «Cascades: I'm Not Your Lover»    | 4:43       |
| 6.  | «The Aviator»                     | 5:20       |
| 7.  | «Rosa's Cantina»                  | 5:10       |
| 8.  | «A Castle Full Of Rascals»        | 5:11       |
| 9.  | «A Touch Away»                    | 4:36       |
| 10. | «Hey Cisco»                       | 5:53       |
| 11. | «Somebody Stole My Guitar»        | 4:09       |
| 12. | «The Purpendicular Waltz»         | 4:45       |

| Прихований трек (в японському та американському виданнях) | Прихований трек (в японському та американському виданнях) | Прихований трек (в японському та американському виданнях) |
| #                                                         | Назва                                                     | Тривалість                                                |
| --------------------------------------------------------- | --------------------------------------------------------- | --------------------------------------------------------- |
| 13.                                                       | «Don't Hold Your Breath»                                  | 4:38                                                      |

### Жартівлива назва та обкладинка
«Purpendicular» є грою слів, поєднуючи назву гурту «Deep Purple» та слово «перпендикуляр» (англ. perpendicular), яке означає перетин двох прямих під прямим кутом. Ця назва з'явилася у музикантів ще під час роботи в студії та залишилася незмінною аж до виходу платівки, бо влаштовувала всіх членів гурту.
На обкладинці альбому зображені два перпендикулярних абстрактних елементи на фіолетовому тлі, що відсилало до назви гурту (англ. purple — фіолетовий). Всередині буклету також містилися тексти, які перетиналися під прямим кутом. Автором обкладинки та концепції оформлення платівки став режисер та продюсер музичних виступів Пітер Берд.

### Музичні експерименти
Purpendicular відрізнявся від попередніх альбомів Deep Purple стилістичним різноманіттям, що переважно було пов'язано із приходом Стіва Морса. Так, саме гітарист придумав акустичну композицію «The Aviator», яка містила елементи ірландського фолку. Штучні флажолети на електрогітарі у піснях «Vavoom: Ted the Mechanic» та «Somebody Stole My Guitar» були нетиповими для попередніх складів Deep Purple. «Sometimes I Feel Like Screaming», побудована на акустичному рифі Морса, також містить вступ, характерний для фолкмузики, хоча і продовжується у стилі хеві-метал із довгим гітарним соло. На «Rosa's Cantina» програш на органі в класичному стилі поєднувався з блюзовою мелодією та латиноамериканськими мотивами, у «Soon Forgotten» типовий для Deep Purple прогресивний рок був змішаний із постпанком, а «A Touch Away» стала чи не найбільш піднесеною та оптимістичною рок-баладою в каталозі гурту.
Попри жагу до експериментів, частина пісень на альбомі вийшли стилістично близькими до класичної творчості Deep Purple, бо четверо з п'яти музикантів входили до найвідомішого складу гурту, який записав Fireball або Machine Head. Так, партія барабанів на «Castle Full of Rascals» у виконанні Ієна Пейса містила схожі зупинки ритму, як у виданій 1970 року пісні «Speed King». В середині «Cascades: I'm Not Your Lover» Морс та Лорд в унісон грали арпеджіо на гітарі та органі, що за часів Блекмора було важливою частиною стилю Deep Purple. Прихований трек «Don't Hold Your Breath» так само представляв хардрок 1970-х років, містивши павер-акорди та енергійний вокал, подібно до класичної «Smoke on the Water».

### Пригодницькі тексти
Більшість текстів пісень написав Ієн Ґіллан, надихаючися пригодами, через які пройшов протягом життя: «Якщо ти бачиш двері із написом „Небезпечно“, то ти не можеш не відкрити їх, бо інакше тобі чогось бракуватиме». Водночас його тексти не були однозначними, бо Ґіллан вкладав в них подвійний, а інколи й потрійний зміст.
Пісня «A Castle full of Rascals» (укр. Замок, повний негідників) містила критику політичних установ, які створюють більше незручностей, аніж приносять користі, та натякала на протистояння британських політиків. «Hey Cisco» (укр. Привіт Сіско) починалася як історія відомого кіноперсонажа «Рейнджера-одинака», проте трансформувалася у розповідь про інших героїв вестернів: Сіско та Панчо. «Somebody Stole My Guitar» (укр. Хтось вкрав мою гітару) описує реальну крадіжку, що сталася із Ґілланом під час подорожі з Техасу до Лос-Анджелесу. Текст пісні «Vavoom, Ted the Mechanic» (укр. Вавум, механік Тед) оснований на реальній історії життя випадкового співбесідника Ґіллана, яку співак занотував на серветках і знайшов через декілька років, доповнивши вигаданими деталями біографії. Нарешті, «The Aviator» (укр. Авіатор) була написана разом з Роджером Ґловером на честь Стіва Морса, що насправді наприкінці 1980-х років працював пілотом. 

## Вихід альбому

### Альбом та сингли. Провал в Британії та США
| Хіт-парад (1996)                                   | Найвища позиція |
| -------------------------------------------------- | --------------- |
| Австрія Austrian Albums (Ö3 Austria)               | 16              |
| Бельгія Belgian Albums (Ultratop Wallonia)         | 47              |
| Нідерланди Dutch Albums (MegaCharts)               | 87              |
| Фінляндія Finnish Albums (Suomen virallinen lista) | 9               |
| Німеччина German Albums (Offizielle Top 100)       | 20              |
| Угорщина Hungarian Albums (MAHASZ)                 | 17              |
| Японія Japanese Albums (Oricon)                    | 28              |
| Норвегія Norwegian Albums (VG-lista)               | 30              |
| Швеція Swedish Albums (Sverigetopplistan)          | 3               |
| Швейцарія Swiss Albums (Schweizer Hitparade)       | 17              |
| Велика Британія UK Albums (OCC)                    | 58              |

Purpendicular вийшов в Великій Британії на лейблі BMG / RCA Records в лютому 1996 року. 17 лютого він дебютував в національному альбомному чарті Великої Британії на 58 місці, що стало найгіршим результатом серед усіх платівок Deep Purple. Альбом протримався в хіт-параді лише тиждень, і вже в наступному випуску залишив список 100 найкращих британських платівок.
За два місяці Purpendicular вийшов у Сполучених Штатах на лейблі CMC International, але й там платівка встановила своєрідний антирекорд, вперше за історію гурту не потрапивши до чарту Billboard 200. В Швеції та Фінляндії вона потрапила до десятки найкращих альбомів, посівши третє та дев'яте місця в тижневих чартах.
Три пісні з Purpendicular вийшли як сингли: у 1996 році — «Sometimes I Feel Like Screaming» та «Don't Hold Your Breath», а на початку 1997 року — «Hey Cisco». Хоча кожен з синглів отримав схвальні відгуки в часописі «Білборд», вони не мали великої популярності, не потрапивши до основних британських та американських пісенних чартів.
У 2014 році альбом перевидали на лейблі Hear No Evil Recordings. Розширена версія містила бонус-трек «Don't Hold Your Breath» з оригінального японського видання та скорочену сингл-версію «Sometimes I Feel Like Screaming». Анотацію до видання написав англійський музичний журналіст Малколм Доум. 

### Концертний тур. Велике турне по Британії
На честь виходу нового альбому Deep Purple влаштували масштабний світовий тур, який розпочався 15 лютого 1996 року з концертів у Великій Британії. Окрім великих міст, на кшталт Лондона чи Бірмінгема, гурт відвідав багато менших міст, гравши на аренах місткістю 2-3 тисяч відвідувачів. На думку музикантів, концерти у Великій Британії мали символізувати «повернення до коренів», до виступів у маленьких місцевих клубах на початку кар'єри. Британська частина турне містила близько двадцяти зупинок та стала найбільшим туром Deep Purple по Великій Британії з 1970-х років.
В середині березня 1996 року розпочалася європейська гілка турне. Залишивши Велику Британію, Deep Purple стали грати на значно більших аренах та фестивалях. З березня по жовтень 1996 року вони завітали до Німеччини, Нідерландів, Бельгії, Франції, Угорщини, Данії, Польщі, Словаччини та інших країн Європи. Виступи на джазовому фестивалі у Монтре та в паризькому концертному залі «Олімпія» вийшли на DVD Live at Montreux 1996 та CD Live at the Olympia '96.
Наприкінці жовтня 1996 року Deep Purple залишили Європу та почали заокеанську частину турне. До кінця року вони відвідали Японію, США та Канаду. Протягом 1997 року музиканти переважно гастролювали у Південній та Північній Америці. Концерт в Чилі ледь не закінчився трагедією: під час шоу на переповненому стадіоні в Сантьяго впала освітлювальна вежа, близько 44 осіб отримали поранення, але обійшлося без загиблих. Влітку гурт повернувся до Європи, взявши участь в декількох фестивалях, а восени розпочав запис наступного альбому. 

## Реакція критиків
Відгуки музичних критиків на Purpendicular були нечисленними та неоднозначними. В німецькому журналі Rock Hard платівка отримала високу оцінку 8.5 з 10. Френк Кінг з канадської газети Calgary Herald оцінив її на 5 з 5, зазначивши, що Deep Purple не звучали настільки добре з 1970-х років. Георгій Старостін відніс Purpendicular до категорії «просто дуже добрих» альбомів, так саме, як і концертну платівку Live at the Olympia '96, записану того ж року: оглядач зауважив, що хоча студійний альбом і поступається попереднім роботам гурту, він є непоганим зразком хеві-металу дев'яностих, а концертний запис є чи не найкращим з часів класичного складу «Mark II». З іншого боку, в журналі «Эхо планеты» покепкували з обкладинки платівки, порівнявши її чи то з мікрофоном, чи то з фалосом, та необачно припустили, що в такому складі гурт навряд чи колись ще виступить. В музичному каталозі AllMusic платівка Deep Purple отримала посередній рейтинг — три зірки з п'яти, — та була названа «найбільш авантюрним альбомом за всю їхню легендарну кар'єру».
В часописі «Білборд» приділили увагу кожному з синглів з альбому. Ларрі Флік зауважив, що «Sometimes I Feel Like Screaming» не можна порівнювати з радіохітами 1970-х років, але постарілі олд-скульні рокери ще не розучилися грати на музичних інструментах. Другий сингл «Don't Hold Your Breath», на думку оглядача, був ближчим до хітової «Smoke on the Water», але на тогочасних радіостанціях не знаходилося місця для такої музики. Останній сингл «Hey Cisco», за словами Фліка, мав остаточно запевнити слухачів придбати Purpendicular, щоб насолоджуватися «гітарною роботою найвищого ґатунку та артроковими клавішними».

## Історичне значення
Записаний в середині дев'яностих з новим гітаристом, експериментальний та еклектичний Purpendicular не відносять до найкращих зразків творчості Deep Purple: ними критики та слухачі зазвичай вважають платівки, датовані початком сімдесятих років, такі як Machine Head (1972), Fireball (1971), In Rock (1970) або навіть концертний Made in Japan (1973). В журналі Classic Rock у 2021 році він посів лише вісімнадцяте місце в рейтингу альбомів Deep Purple: на думку Джеффа Бартона, платівка була важливою, бо дозволила гурту переродитися після відходу Річі Блекмора, вказавши напрямок їхнього музичного руху у 2000-них. На сайті Ultimate Classic Rock Purpendicular посів значно вищу, сьому сходинку серед усіх альбомів гурту: повернення Deep Purple після розлучення з Блекмором назвали «маленьким дивом», а саму платівку — «недооціненою перлиною», особливо завдяки пісням «Loosen My Strings» та «Sometimes I Feel Like Screaming».
Purpendicular неодноразово потрапляв у списки альбомів із найгіршими назвами. 2007 року на сайті Cracked.com висміяли намагання експлуатувати каламбури із використанням слова «Purple» (укр. фіолетовий): «Як щодо „Purplexed Purpetual Purpetrators“ (укр. Збентежені Вічні Злочинці)? Цього вам вистачить? Думаєте, ми все ще не зрозуміли? ФІОЛЕТОВИЙ. Так, це слово є в назві вашого гурту». На сайті New Musical Express 2015 року звернули увагу не тільки на схильність до гри слів, але й на поганий смак у виборі назв пісень, наприклад, «Vavoom: Ted the Mechanic» (укр. Вавум, механік Тед).
«Purpendicular» було обрано назвою рок-гурту, заснованого 2007 року ірландським співаком Роббі Томасом Волшем. Триб'ют-колектив став відомим завдяки концертним виконанням пісень Deep Purple із барабанщиком Ієном Пейсом, а починаючи з 2015 року став випускати студійні альбоми із власними піснями. 